# High Hopes
High Hopes — пісня рок-гурту Pink Floyd з альбому The Division Bell.

## Учасники запису
- Девід Гілмор — вокал, гітара, бас-гітара
- Річард Райт — клавішні
- Нік Мейсон — ударні
- Джон Карін — фортепіано
- Майкл Кеймен — оркестровка
- Едвард Шермур — оркестровка

## Чарти
| Чарт (1994)                      | Позиція |
| -------------------------------- | ------- |
| French SNEP Singles Chart        | 4       |
| UK Singles Chart                 | 26      |
| U.S. Billboard Album Rock Tracks | 7       |

| Чарт (1994)          | Позиція |
| -------------------- | ------- |
| French Singles Chart | 36      |